# Curt Bohnewand
Curt Bohnewand (* 11. August 1888 in Dortmund; † unbekannt) war ein deutscher Kaufmann und Mäzen.

## Leben
Bohnewand war Inhaber des Tabakwaren-Großhandelsunternehmen Emil Michel in Rottach-Egern. Mit den Gewinnen seiner Unternehmen unterstützte er mehrere Einrichtungen der Wissenschaft und Kunst. Unter anderem wurde an der Medizinischen Fakultät der Universität München ein Fonds zur Förderung der Krebsforschung eingerichtet.  
Er trug zudem eine umfangreiche Kunstsammlung zusammen, die nach seinem Tod 1969 bei Lempertz in Köln versteigert wurde.

## Ehrungen
- 1953: Verdienstkreuz am Bande der Bundesrepublik Deutschland
- 1958: Großes Verdienstkreuz der Bundesrepublik Deutschland
- 1961: Ehrenbürger von Rottach-Egern
- 1966: Großes Verdienstkreuz mit Stern der Bundesrepublik Deutschland